# Robert Dohme
Robert Dohme (* 17. Juni 1845 in Berlin; † 8. November 1893 in Konstanz) war ein deutscher Kunsthistoriker, Bibliothekar und Museumsleiter.

## Leben
Robert Dohme war der Sohn des preußischen Hofbeamten Robert Dohme (1817–1896). Er wuchs, ebenso wie gleichzeitig der spätere Berliner Kunsthändler Rudolph Lepke, im damals so genannten ehemaligen königlichen Palais, dem Kronprinzenpalais auf, das zu diesem Zeitpunkt Dienstwohnungen der Hofbeamten beherbergte. Er trat 1864 als Baueleve in das Schlossbauamt ein und studierte ab 1865 an der Friedrich-Wilhelms-Universität Berlin und gleichzeitig an der Berliner Bauakademie. Nachdem Dohme 1868 an der Georg-August-Universität Göttingen mit einer Dissertation zur Architektur des Zisterzienserordens promoviert worden war, ging er im Winter 1869 bis 1870 zu weiteren Studien nach Rom. 1871 wurde er von Kaiser Wilhelm I. kommissarisch, 1873 fest zum Vorstand der Bibliothek des königlichen Hauses in Berlin ernannt, 1878 daneben zum Direktorialassistenten und 1883 zum titularischen Direktor an der Nationalgalerie, aus welcher Stellung er 1884 ausschied, und dann zum Direktor der Kunstsammlungen des preußischen Königshauses. Unter Kaiser Friedrich III. wurde er 1888 Direktor des nunmehrigen Oberhofmarschallamts mit dem Titel eines Geheimen Regierungsrats. Nach dessen Tod wurde er abgelöst, und es musste eine neue Verwendung für ihn gefunden werden. So wurde er 1891 kommissarisch, 1893 endgültig Erster Ständiger Sekretär der Königlichen Akademie der Künste in Berlin.

Ehrengrab von Robert Dohme auf dem Friedhof I der Jerusalems- und Neuen Kirche in Berlin-Kreuzberg

Robert Dohme starb im November 1893 im Alter von 48 Jahren in Konstanz. Sein Grab befindet sich auf dem Friedhof I der Jerusalems- und Neuen Kirche in der Tempelhofer Vorstadt. Der Entwurf für die repräsentative Grabanlage aus schwarzem Granit mit zwei Grabstelen, deren Porträtmedaillons verloren gegangen sind, stammt von dem Architekten Ernst von Ihne.
Auf Beschluss des Berliner Senats ist die letzte Ruhestätte von Robert Dohme (Grablage: 131-EB-145) seit 1978 als Ehrengrab des Landes Berlin gewidmet. Die Widmung wurde zuletzt im Jahr 2021 um die übliche Frist von zwanzig Jahren verlängert.

## Schriften (Auswahl)
- Die Kirchen des Cistercienserordens in Deutschland. Leipzig 1869.
- Das königliche Schloß in Berlin. Berlin 1876.
- Barock- und Rokokoarchitektur. Berlin 1884 ff.
- Paul Deckers „Fürstlicher Baumeister“. Berlin 1885.
- Geschichte der Deutschen Baukunst. Berlin 1887.

Dohme redigierte das Sammelwerk
- Kunst und Künstler des Mittelalters und der Neuzeit. Leipzig 1875–1885.